# 林氏 (朱元璋)
林氏，明太祖朱元璋的后宫。
仅知在洪武六年（1373年）生下了皇十一女朱玉華，即南康公主。林氏的生平无其他记载。建文帝時，曾封明太祖殉葬宮人林氏的家屬林良為“朝天女戶”世襲錦衣衛官，两位林氏是否是同一人无考。